# La Tâche
För andra betydelser, se La Tâche (olika betydelser).
La Tâche är en kommun i departementet Charente i regionen Nouvelle-Aquitaine i västra Frankrike. Kommunen ligger  i kantonen Mansle som ligger i arrondissementet Confolens. År 2022 hade La Tâche 106 invånare.

## Befolkningsutveckling
Antalet invånare i kommunen La Tâche
Referens:INSEE